# Totales Differential
Das totale Differential (auch vollständiges Differential) ist im Gebiet der Differentialrechnung eine alternative Bezeichnung für das Differential einer Funktion, insbesondere bei Funktionen mehrerer Variablen. Zu einer gegebenen total differenzierbaren Funktion {\displaystyle f\colon M\to \mathbb {R} } bezeichnet man mit {\displaystyle {\rm {d}}f} das totale Differential, zum Beispiel:
{\displaystyle {\rm {d}}f=\sum \limits _{i=1}^{n}{\frac {\partial f}{\partial x_{i}}}\,{\rm {d}}x_{i}\,\,.}
Hierbei ist {\displaystyle M} eine offene Teilmenge des reellen Vektorraums {\displaystyle \mathbb {R} ^{n}} oder allgemeiner eine differenzierbare Mannigfaltigkeit. Zur Unterscheidung von totalen und partiellen Differentialen werden hier unterschiedliche Symbole benutzt: ein „nicht-kursives d“ beim totalen Differential und ein „kursives d“ ({\displaystyle \partial }) für die partiellen Ableitungen. Zu beachten ist, dass im Folgenden immer die totale Differenzierbarkeit der Funktion vorausgesetzt wird, und nicht nur die Existenz der partiellen Ableitungen, durch die {\displaystyle {\rm {d}}f} in der obigen Formel dargestellt wird.
Traditionell, und noch heute oft in den Natur- und Wirtschaftswissenschaften, versteht man unter einem Differential wie {\displaystyle \mathrm {d} x,\mathrm {d} f,\dots } eine infinitesimale Differenz.
Dagegen versteht man in der heutigen Mathematik unter einem totalen Differential eine Differentialform (genauer: eine 1-Form).
Diese kann man entweder als rein formalen Ausdruck auffassen oder als lineare Abbildung. Das Differential {\displaystyle \mathrm {d} f(x)} einer Funktion {\displaystyle f} im Punkt {\displaystyle x} ist dann die lineare Abbildung (Linearform), die jedem Vektor {\displaystyle v} die Richtungsableitung von {\displaystyle f} am Punkt {\displaystyle x} in Richtung von {\displaystyle v} zuordnet. Mit dieser Bedeutung wird das (totale) Differential auch totale Ableitung genannt. Mit dieser Bedeutung lässt sich der Begriff auch auf Abbildungen mit Werten im {\displaystyle \mathbb {R} ^{n}}, in einem anderen Vektorraum oder in einer Mannigfaltigkeit verallgemeinern.

## Einfacher Fall

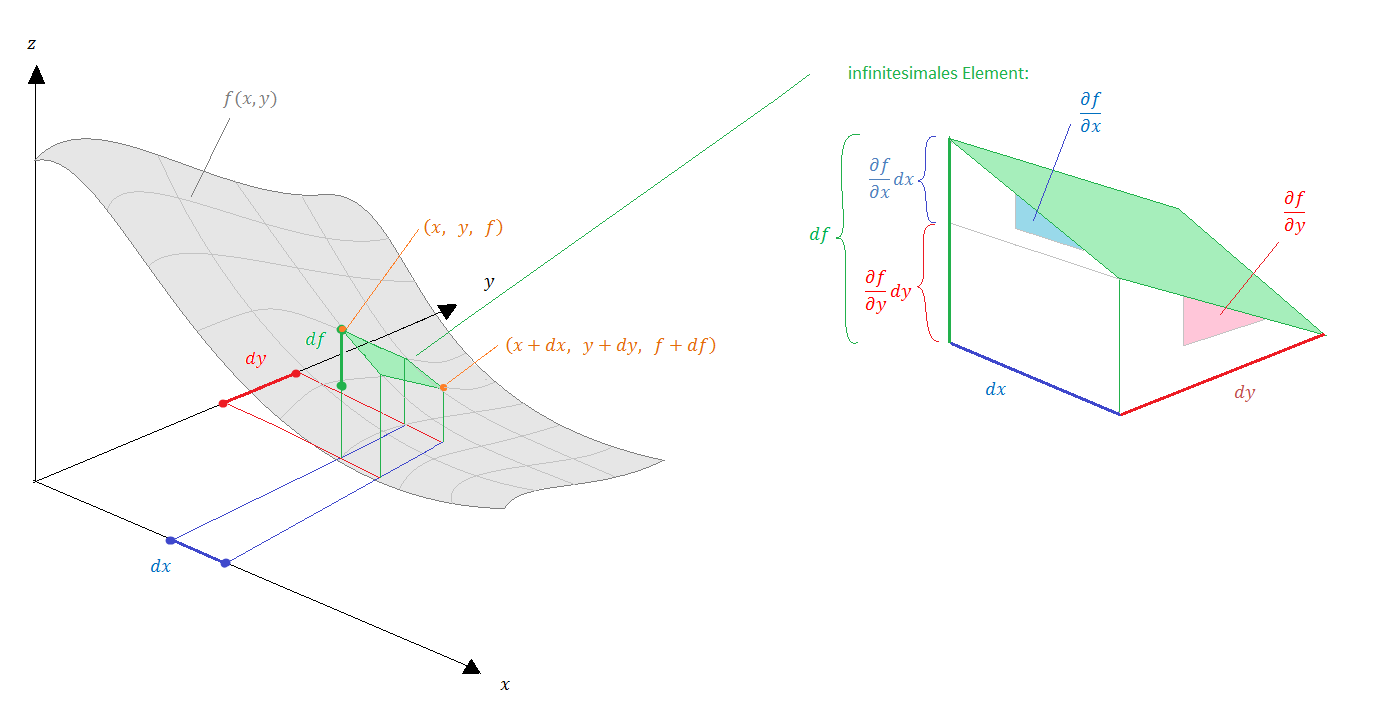
Totales Differential im einfachen Fall

Für eine Funktion {\displaystyle (x,y)\mapsto f(x,y)} zweier unabhängiger Variablen {\displaystyle x,y} versteht man unter dem totalen Differential den Ausdruck
{\displaystyle {\rm {d}}f={\frac {\partial f}{\partial x}}\,\mathrm {d} x+{\frac {\partial f}{\partial y}}\,\mathrm {d} y\,.}
Totales Differential heißt der Ausdruck, weil er die gesamte Information über die Ableitung enthält, während die partiellen Ableitungen nur Information über die Ableitung in Richtung der Koordinatenachsen enthalten.
Die Summanden {\displaystyle {\tfrac {\partial f}{\partial x}}\,\mathrm {d} x} und {\displaystyle {\tfrac {\partial f}{\partial y}}\,\mathrm {d} y} werden gelegentlich auch partielle Differentiale genannt.

### Anwendung (Verkettung)
Hängen {\displaystyle x} und {\displaystyle y} von einer Größe {\displaystyle t} ab (zum Beispiel wenn sie die Bahn eines Punktes in der Ebene in Abhängigkeit von der Zeit {\displaystyle t} beschreiben), sind also Funktionen {\displaystyle g\colon t\mapsto x} und {\displaystyle h\colon t\mapsto y} gegeben, so kann die Ableitung der zusammengesetzten Funktion
{\displaystyle t\mapsto f(x,y)=f(g(t),h(t))}
wie folgt berechnet werden:
Die Ableitungen von {\displaystyle g} und {\displaystyle h} lassen sich schreiben als {\displaystyle \mathrm {d} x=g'\,\mathrm {d} t\Leftrightarrow g'={\frac {\mathrm {d} x}{\mathrm {d} t}}} und {\displaystyle \mathrm {d} y=h'\,\mathrm {d} t\Leftrightarrow h'={\frac {\mathrm {d} y}{\mathrm {d} t}}}.
Einsetzen in das totale Differential liefert:
{\displaystyle {\begin{aligned}\mathrm {d} f=\mathrm {d} f(g(t),h(t))&={\frac {\partial f}{\partial x}}\,g'\mathrm {d} t+{\frac {\partial f}{\partial y}}\,h'\mathrm {d} t\\&=\left({\frac {\partial f}{\partial x}}\,g'+{\frac {\partial f}{\partial y}}\,h'\right)\,\mathrm {d} t\\&=\left({\frac {\partial f}{\partial x}}\,{\frac {\mathrm {d} x}{\mathrm {d} t}}+{\frac {\partial f}{\partial y}}\,{\frac {\mathrm {d} y}{\mathrm {d} t}}\right)\,\mathrm {d} t\\&=\left({\frac {\partial f}{\partial x}}\,{\dot {x}}+{\frac {\partial f}{\partial y}}\,{\dot {y}}\right)\,\mathrm {d} t.\end{aligned}}}
Die letzte Zeile ist die in der Physik übliche Schreibweise.
Division durch {\displaystyle \mathrm {d} t} liefert:
{\displaystyle {\begin{alignedat}{2}{\frac {\mathrm {d} f}{\mathrm {d} t}}={\frac {\mathrm {d} }{\mathrm {d} t}}f(g(t),h(t))&={\frac {\partial f}{\partial x}}\,g'&&+{\frac {\partial f}{\partial y}}\,h'\\&={\frac {\partial f}{\partial x}}\,{\frac {\mathrm {d} x}{\mathrm {d} t}}&&+{\frac {\partial f}{\partial y}}\,{\frac {\mathrm {d} y}{\mathrm {d} t}}\\&={\frac {\partial f}{\partial x}}\,{\dot {x}}&&+{\frac {\partial f}{\partial y}}\,{\dot {y}}.\end{alignedat}}}
Mathematisch ist dies eine Anwendung der mehrdimensionalen Kettenregel (siehe unten).

### Abweichender Gebrauch der Begriffepartielleundtotale Ableitungin der Physik
In der Mechanik werden typischerweise Situationen behandelt, in denen die Funktion {\displaystyle f} nicht nur von den Ortskoordinaten {\displaystyle x} und {\displaystyle y} abhängt, sondern auch von der Zeit.
Wie oben wird der Fall betrachtet, dass {\displaystyle x=g(t)} und {\displaystyle y=h(t)} die Ortskoordinaten eines sich bewegenden Punktes sind.
In dieser Situation hängt die zusammengesetzte Funktion
{\displaystyle t\mapsto f(t,g(t),h(t))}
in doppelter Weise von der Zeit {\displaystyle t} ab:
1. Dadurch, dass {\displaystyle f} selbst in der ersten Variablen von {\displaystyle t} abhängt. Diese Zeitabhängigkeit nennt man explizit.
2. Dadurch, dass die Ortskoordinaten {\displaystyle x=g(t)} und {\displaystyle y=h(t)} von {\displaystyle t} abhängen. Diese Zeitabhängigkeit nennt man implizit.

Man spricht nun von der partiellen Ableitung von {\displaystyle f} nach der Zeit, wenn man die partielle Ableitung der ersten Funktion meint, also
{\displaystyle {\frac {\partial f}{\partial t}}(t,x,y)}
bei festen {\displaystyle x} und {\displaystyle y}.
Hier wird also nur die explizite Zeitabhängigkeit berücksichtigt.
Hingegen spricht man von der totalen Ableitung von {\displaystyle f} nach der Zeit, wenn man die Ableitung der zusammengesetzten Funktion meint, also
{\displaystyle {\frac {\mathrm {d} }{\mathrm {d} t}}f(t,g(t),h(t)).}
Die beiden hängen wie folgt zusammen:
{\displaystyle {\begin{alignedat}{2}{\frac {\mathrm {d} }{\mathrm {d} t}}f({\color {Blue}t},g(t),h(t))&={\color {Blue}{\frac {\partial f}{\partial t}}}+{\frac {\partial f}{\partial x}}\,g'&&+{\frac {\partial f}{\partial y}}\,h'\\&={\color {Blue}{\frac {\partial f}{\partial t}}}+{\frac {\partial f}{\partial x}}\,{\frac {\mathrm {d} x}{\mathrm {d} t}}&&+{\frac {\partial f}{\partial y}}\,{\frac {\mathrm {d} y}{\mathrm {d} t}}\\&={\color {Blue}{\frac {\partial f}{\partial t}}}+{\frac {\partial f}{\partial x}}\,{\dot {x}}&&+{\frac {\partial f}{\partial y}}\,{\dot {y}}\end{alignedat}}}
Hier werden also die explizite und die implizite Zeitabhängigkeit berücksichtigt (Terme aus der expliziten Zeitabhängigkeit, die gegenüber dem allgemeinen Gebrauch der totalen Zeitableitung hinzugekommen sind, wurden hier blau markiert).

#### Beispiel aus der Fluidmechanik
Mit {\displaystyle T(t,x_{1},x_{2},x_{3})} werde die Temperatur zur Zeit {\displaystyle t} am Ort {\displaystyle x=(x_{1},x_{2},x_{3})} bezeichnet.
Die partielle Ableitung {\displaystyle {\tfrac {\partial T}{\partial t}}} beschreibt dann die zeitliche Temperaturänderung an einem festen Ort {\displaystyle (x_{1},x_{2},x_{3})}.
Die Temperaturänderung, die ein sich mit der Strömung bewegendes Teilchen erfährt, hängt aber auch von der Ortsänderung ab. Die totale Ableitung der Temperatur lässt sich dann wie oben mit Hilfe des totalen Differentials beschreiben:
{\displaystyle {\rm {d}}T={\frac {\partial T}{\partial t}}\,\mathrm {d} t+{\frac {\partial T}{\partial x_{1}}}\,\mathrm {d} x_{1}+{\frac {\partial T}{\partial x_{2}}}\,\mathrm {d} x_{2}+{\frac {\partial T}{\partial x_{3}}}\,\mathrm {d} x_{3}}
bzw.
{\displaystyle {\frac {{\rm {d}}T}{\mathrm {d} t}}={\frac {\partial T}{\partial t}}+{\frac {\partial T}{\partial x_{1}}}\,{\frac {\mathrm {d} x_{1}}{\mathrm {d} t}}+{\frac {\partial T}{\partial x_{2}}}\,{\frac {\mathrm {d} x_{2}}{\mathrm {d} t}}+{\frac {\partial T}{\partial x_{3}}}\,{\frac {\mathrm {d} x_{3}}{\mathrm {d} t}}}

## Das totale Differential als lineare Abbildung

### Reeller Vektorraum
Für den Fall, dass {\displaystyle M} eine offene Teilmenge des reellen Vektorraums {\displaystyle \mathbb {R} ^{n}} ist und {\displaystyle f} eine differenzierbare Funktion von {\displaystyle M} nach {\displaystyle \mathbb {R} }, ist zu jedem Punkt {\displaystyle p\in M} das totale Differential {\displaystyle {\rm {d}}f(p)\colon \mathbb {R} ^{n}\to \mathbb {R} } eine lineare Abbildung, die jedem Vektor {\displaystyle v=(v^{1},\dots ,v^{n})\in \mathbb {R} ^{n}} die Richtungsableitung in Richtung dieses Vektors zuordnet, also
{\displaystyle {\rm {d}}f({p})\colon \mathbb {R} ^{n}\to \mathbb {R} \,,\ {v}\mapsto \partial _{v}f({p})=\left.{\frac {\mathrm {d} }{\mathrm {d} t}}f({p}+t{v})\right|_{t=0}=\sum _{i=1}^{n}{\frac {\partial f}{\partial x^{i}}}({p})\,v^{i}}.
Da das totale Differential {\displaystyle {\rm {d}}f(p)} eine lineare Abbildung nach {\displaystyle \mathbb {R} } ist, also eine Linearform, lässt es sich in folgender Form schreiben
{\displaystyle {\rm {d}}f(p)=\sum _{i=1}^{n}{\frac {\partial f}{\partial x^{i}}}(p)\,{\rm {d}}x^{i}},
wobei {\displaystyle {\rm {d}}x^{i}\colon \mathbb {R} ^{n}\to \mathbb {R} } die Linearform ist, die einem Vektor {\displaystyle v=(v^{1},\dots ,v^{n})} seine {\displaystyle i}-te Komponente {\displaystyle v^{i}} zuordnet, das heißt {\displaystyle \mathrm {d} x^{i}(v)=\mathrm {d} x^{i}(v^{1},\dots ,v^{n})=v^{i}} (duale Basis).
Unter Zuhilfenahme des Gradienten lässt sich das totale Differential auch wie folgt schreiben:
{\displaystyle [{\rm {d}}f(p)](v)=\nabla f(p)\cdot v=\operatorname {grad} (f)\cdot v},
wobei auf der rechten Seite das Skalarprodukt steht.

### Mannigfaltigkeit
Für den allgemeinen Fall ist zu jedem Punkt {\displaystyle p\in M} das totale Differential {\displaystyle {\rm {d}}f(p)\colon T_{p}M\to \mathbb {R} } eine lineare Abbildung, die jeder Tangentialrichtung {\displaystyle v\in T_{p}M} die Richtungsableitung in diese Richtung zuordnet. Ist {\displaystyle v={\dot {\gamma }}(0)} der Tangentialvektor einer Kurve {\displaystyle \gamma } in {\displaystyle M} mit {\displaystyle \gamma (0)=p}, so ist
{\displaystyle [{\rm {d}}f(p)](v)={\frac {\mathrm {d} }{\mathrm {d} t}}\left(f\circ \gamma (t)\right){\Big |}_{t=0}\ .}
Das totale Differential {\displaystyle {\rm {d}}f(p)} ist somit ein Element des Kotangentialraums {\displaystyle T_{p}^{*}M} von {\displaystyle M} am Punkt {\displaystyle p}.
Für eine Darstellung von {\displaystyle {\rm {d}}f} in Koordinaten betrachte man eine Karte {\displaystyle y\colon U\to \mathbb {R} ^{n}} einer Umgebung {\displaystyle U} des Punkts {\displaystyle p} mit {\displaystyle y(p)=0}. Mit {\displaystyle e_{1},\dots ,e_{n}} werde die Standardbasis des {\displaystyle \mathbb {R} ^{n}} bezeichnet. Die {\displaystyle n} verschiedenen Kurven {\displaystyle \gamma _{i}(t):=y^{-1}(t\cdot e_{i})} repräsentieren eine Basis {\displaystyle {\dot {\gamma }}_{1}(0),\dots ,{\dot {\gamma }}_{n}(0)} des Tangentialraums {\displaystyle T_{p}M} und mittels
{\displaystyle {\frac {\partial f}{\partial y^{i}}}(p)={\frac {\mathrm {d} }{\mathrm {d} t}}\left(f\circ \gamma _{i}(t)\right){\Big |}_{t=0}={\frac {\partial }{\partial x_{i}}}(f\circ y^{-1})(0)}
erhält man die partiellen Ableitungen. Analog zum reellen Vektorraum gilt dann
{\displaystyle {\rm {d}}f(p)=\sum _{i=1}^{n}{\frac {\partial f}{\partial y^{i}}}(p)\,\mathrm {d} y^{i}},
wobei {\displaystyle {\rm {d}}y^{i}\colon T_{p}M\to \mathbb {R} } das totale Differential der Funktion {\displaystyle y^{i}\colon U\to \mathbb {R} }  ist, also das Element aus dem
Kotangentialraum {\displaystyle T_{p}^{*}M},  das dual zum Basisvektor {\displaystyle {\dot {\gamma }}_{i}(0)} ist.
Betrachtet man Tangentialvektoren {\displaystyle v\in T_{p}M} als Derivationen, so gilt {\displaystyle [{\rm {d}}f(p)](v)=v(f)}.

### Kettenregel
Ist {\displaystyle f\colon \mathbb {R} ^{n}\to \mathbb {R} } eine differenzierbare Funktion und ist {\displaystyle g\colon \mathbb {R} \to \mathbb {R} ^{n}}, {\displaystyle g(t)=(g_{1}(t),\dots ,g_{n}(t))} ein differenzierbarer Weg (zum Beispiel die Beschreibung eines sich bewegenden Punktes), so gilt für die Ableitung der verketteten Funktion:
{\displaystyle {\begin{aligned}{\frac {\mathrm {d} }{\mathrm {d} t}}(f\circ g)(t)&=[df(g(t))](g'(t))=\nabla f(g(t))\cdot g'(t)=\operatorname {grad} \,f(g(t))\cdot g'(t)\\&={\frac {\partial f}{\partial x_{1}}}(g(t))g_{1}'(t)+\dots +{\frac {\partial f}{\partial x_{n}}}(g(t))g_{n}'(t)\end{aligned}}}
Die analoge Aussage gilt für Mannigfaltigkeiten.

## Differential und lineare Approximation
Die Ableitung einer total differenzierbaren Funktion {\displaystyle f\colon \mathbb {R} ^{n}\to \mathbb {R} } im Punkt {\displaystyle p\in \mathbb {R} ^{n}} ist eine lineare Abbildung (Funktion), die die Funktion
{\displaystyle h\mapsto f(p+h)-f(p)}
approximiert, also
{\displaystyle f(p+h)-f(p)\approx \sum _{i=1}^{n}{\frac {\partial f}{\partial x_{i}}}(p)\,h_{i}\,,} mit  {\displaystyle h=(h_{1},\dots ,h_{n}),}
für kleine Änderungen {\displaystyle h_{1},\dots ,h_{n}}.

Differentiale als kleine Änderungen

In der modernen Mathematik bezeichnet man als (totales) Differential {\displaystyle \mathrm {d} f(p)} von {\displaystyle f} im Punkt {\displaystyle p} gerade diese Funktion (siehe oben). Die Begriffe „totales Differential“ und „totale Ableitung“ sind somit gleichbedeutend.
Die Darstellung
{\displaystyle \mathrm {d} f(p)=\sum _{i=1}^{n}{\frac {\partial f}{\partial x_{i}}}(p)\,\mathrm {d} x_{i}}
ist also eine Gleichung zwischen Funktionen. Auch die Differentiale {\displaystyle \mathrm {d} x_{i}} sind Funktionen, nämlich die Koordinatenfunktionen, die dem Vektor {\displaystyle h=(h_{1},\dots ,h_{n})} die {\displaystyle i}-te Komponente {\displaystyle h_{i}} zuordnen: {\displaystyle \mathrm {d} x_{i}(h)=h_{i}}. Die Approximierungseigenschaft schreibt sich somit als
{\displaystyle f(p+h)-f(p)\approx [\mathrm {d} f(p)](h).}
In der traditionellen, in vielen Naturwissenschaften verbreiteten Sichtweise stehen die Differentiale  {\displaystyle \mathrm {d} x_{i}} für die kleinen Änderungen {\displaystyle h_{i}} selbst. Das totale Differential {\displaystyle \mathrm {d} f} von {\displaystyle f} steht dann für den Wert der genannten linearen Abbildung, und die Approximationseigenschaft schreibt sich als
{\displaystyle \Delta f=f(p+\mathrm {d} x)-f(p)\approx \mathrm {d} f}
bzw:
{\displaystyle f(p+\mathrm {d} x)\approx f(p)+\mathrm {d} f}
Beispiele für diese Sichtweise zeigen das nebenstehende Bild und das Bild oben.

## Integrabilitätsbedingung
Jedes totale Differential {\displaystyle A=\mathrm {d} f} ist eine {\displaystyle 1}-Form, das heißt {\displaystyle A} besitzt folgende Darstellung
{\displaystyle A(p)=\sum _{i=1}^{n}a_{i}(p)\,\mathrm {d} x^{i}},
man sagt, die {\displaystyle 1}-Form ist exakt.
Im Kalkül der Differentialformen wird die Cartan-Ableitung {\displaystyle \mathrm {d} A} als folgende {\displaystyle 2}-Form beschrieben:
{\displaystyle {\rm {d}}A(p)=\sum _{i=1}^{n}\sum _{j=i+1}^{n}\left[{\frac {\partial a_{j}}{\partial x_{i}}}(p)-{\frac {\partial a_{i}}{\partial x_{j}}}(p)\right]\mathrm {d} x^{i}\wedge \mathrm {d} x^{j}}
Handelt es sich bei {\displaystyle A} tatsächlich um ein totales Differential {\displaystyle \mathrm {d} f} einer {\displaystyle C^{2}}-Funktion {\displaystyle f}, d. h. gilt
{\displaystyle a_{i}={\frac {\partial f}{\partial x_{i}}}}, so ist
{\displaystyle {\rm {d}}A(p)=\sum _{i=1}^{n}\sum _{j=i+1}^{n}\left[{\frac {\partial ^{2}f}{\partial x_{i}\partial x_{j}}}(p)-{\frac {\partial ^{2}f}{\partial x_{j}\partial x_{i}}}(p)\right]\mathrm {d} x^{i}\wedge \mathrm {d} x^{j}=0}
nach dem Satz von Schwarz.
Lokal gilt auch immer die Umkehrung:
Erfüllt die 1-Form {\displaystyle A} die Bedingung {\displaystyle \mathrm {d} A=0}, man sagt, {\displaystyle A} ist geschlossen, so existiert zumindest in einer Umgebung jedes gegebenen Punktes eine Stammfunktion von {\displaystyle A}, d. h., eine differenzierbare Funktion {\displaystyle f}, so dass {\displaystyle A=\mathrm {d} f} ist. Aus dem Satz von Schwarz folgt, dass jede exakte Form geschlossen ist.
Man nennt die Bedingung {\displaystyle {\rm {d}}A=0} deshalb auch Integrabilitätsbedingung. Ausführlich formuliert lautet sie:
Für alle Indizes {\displaystyle i,j} gilt   {\displaystyle {\frac {\partial a_{j}}{\partial x_{i}}}={\frac {\partial a_{i}}{\partial x_{j}}}},
bzw:
Für alle Indizes {\displaystyle i,j} gilt   {\displaystyle {\frac {\partial a_{j}}{\partial x_{i}}}-{\frac {\partial a_{i}}{\partial x_{j}}}\equiv 0},
was im Hinblick auf physikalische Anwendungen auch als verallgemeinerte Rotationsbedingung bezeichnet wird.
In vielen Fällen existiert dann sogar eine globale Stammfunktion und {\displaystyle A} ist tatsächlich ein totales Differential. Das ist zum Beispiel der Fall, wenn der Definitionsbereich der Differentialform {\displaystyle A} der euklidische Raum {\displaystyle \mathbb {R} ^{n}} ist, oder allgemeiner wenn er sternförmig oder  einfach zusammenhängend ist.
Die Aussage, dass auf einer Mannigfaltigkeit {\displaystyle M} jede 1-Form, die die Integrabilitätsbedingung erfüllt, eine Stammfunktion besitzt (also ein totales Differential ist), ist äquivalent dazu, dass die erste De-Rham-Kohomologie-Gruppe {\displaystyle H_{\mathrm {dR} }^{1}(M)} trivial ist.

### Hauptsatz der Differential- und Integralrechnung
Betrachtet man {\displaystyle M=\mathbb {R} } und eine beliebige {\displaystyle 1}-Form {\displaystyle A=f{\rm {d}}x}. Dann gilt aus Dimensionsgründen immer {\displaystyle {\rm {d}}A=0} und die für {\displaystyle \mathbb {R} } gültige Integrabilitätsbedingung ist erfüllt. Somit gibt es eine Funktion {\displaystyle F,} die die Gleichung {\displaystyle {\rm {d}}F=f\,{\rm {d}}x} bzw. {\displaystyle F'=f} erfüllt. Dies ist gerade der Hauptsatz der Differential- und Integralrechnung für Funktionen einer Variablen.

## Verallgemeinerungen
Ganz analog (im Prinzip komponentenweise) lässt sich die totale Ableitung für vektorwertige Funktionen definieren. Als Verallgemeinerung für Abbildungen in eine differenzierbare Mannigfaltigkeit erhält man Pushforwards.
In der Funktionalanalysis kann man den Begriff der totalen Ableitung in naheliegender Weise für Fréchet-Ableitungen verallgemeinern, in der Variationsrechnung für die sog. Variationsableitungen.
Neben dem exakten Differential gibt es ebenfalls inexakte Differentiale.